# 南加州传奇
南加利福尼亚传奇(Southern California Legends)，通常被称之为南加州传奇，球队现在隶属于美国大陆篮球协会。
传奇队的拥有人和教练是卡里·格兰特(Gary Grant)。球队的主场设在阿苏撒太平洋大学内的Felix Events Center。球队之前是ABA美国篮球协会，他们在ABA只待了一个赛季，取得了20胜5负的成绩打入季候赛，进入最后的八分之一决赛，并且取得了当届的联盟冠军，但在ABA总决赛中球队114-117惜败给了罗彻斯特剃刀鲨队。
球队在2006年加盟了美国大陆篮球协会，而且迁入了新球场，位于加利福尼亚州千橡树城加利福尼亚州路德大学内的吉尔伯托运动健身中心(Gilbert Sports and Fitness Center)，预计在2007年球队可以完全迁入新球馆。 